# František Šafránek
František Šafránek (ur. 2 stycznia 1931 w Pradze, zm. 27 czerwca 1987) – czeski piłkarz grający na pozycji obrońcy.
W swojej karierze występował w Sparcie Praga (1949–1952), Dukli Praga (1952–1966), Spartaku BS Vlašim (1966–1970) oraz RH Strašnice (1974–1976).
Grał w reprezentacji Czechosłowacji (22 mecze i jeden gol). Był członkiem jej kadry na mundialu 1954, na którym zagrał w 2 meczach, mundialu 1958 i Euro 1960.